# Miramax Books
Miramax Books était une maison d'édition américaine qui fut créée par Bob et Harvey Weinstein, fondateurs de Miramax Films. 
Elle a été rachetée en 1993, avec l'ensemble de Miramax par la Walt Disney Company. En 2005, après le départ des frères Weinstein, le catalogue de cette maison d'édition a été rattaché à Hyperion. 
Le 29 juillet 2010, Disney annonce la vente de Miramax, filiales, catalogue de films et projets inclus, pour 660 millions de dollars au groupe Filmyard Holdings comprenant Ron Tutor, Tom Barrack et Colony Capital. La transaction est finalisée après septembre 2010.
Les publications de Miramax Books étaient centrées sur le cinéma avec essentiellement des mémoires de célébrités tel que David Boies, Madeleine Albright, Rudolph Giuliani et Tim Russert.
Les nouvelles publications des frères Weinstein sont publiés chez Weinstein Books, maison d'édition dirigée par Rob Weisbach, l'ancien directeur de Miramax Books et filiale de The Weinstein Company.